# American Hockey League 1964-1965
La stagione 1964-1965 è stata la 29ª edizione della American Hockey League, la più importante lega minore nordamericana di hockey su ghiaccio. Il calendario della stagione regolare fu composto da 72 partite. La stagione vide al via nove formazioni e al termine dei playoff i Rochester Americans conquistarono la loro prima Calder Cup sconfiggendo gli Hershey Bears 4-1.

## Stagione regolare

### Classifiche
East Division
|  | Pos. | Squadra             | Pt | G  | V  | S  | N | GF  | GS  | DR   |
|  | ---- | ------------------- | -- | -- | -- | -- | - | --- | --- | ---- |
|  | 1.   | Quebec Aces         | 90 | 72 | 44 | 26 | 2 | 280 | 223 | +57  |
|  | 2.   | Hershey Bears       | 76 | 72 | 36 | 32 | 4 | 246 | 243 | +3   |
|  | 3.   | Baltimore Clippers  | 75 | 72 | 35 | 32 | 5 | 275 | 249 | +26  |
|  | 4.   | Springfield Indians | 62 | 72 | 29 | 39 | 4 | 237 | 273 | -36  |
|  | 5.   | Providence Reds     | 42 | 72 | 20 | 50 | 2 | 193 | 312 | -119 |

West Division
|  | Pos. | Squadra             | Pt | G  | V  | S  | N | GF  | GS  | DR   |
|  | ---- | ------------------- | -- | -- | -- | -- | - | --- | --- | ---- |
|  | 1.   | Rochester Americans | 99 | 72 | 48 | 21 | 3 | 310 | 199 | +111 |
|  | 2.   | Buffalo Bisons      | 86 | 72 | 40 | 26 | 6 | 261 | 218 | +43  |
|  | 3.   | Pittsburgh Hornets  | 65 | 72 | 29 | 36 | 7 | 228 | 256 | -28  |
|  | 4.   | Cleveland Barons    | 53 | 72 | 24 | 43 | 5 | 228 | 285 | -57  |

Legenda:

      Ammesse ai Playoff
Note:

Due punti a vittoria, un punto a pareggio, zero a sconfitta.

### Statistiche
Classifica marcatori
| Giocatore       | Squadra             | PG | Gol | Assist | Punti |
| --------------- | ------------------- | -- | --- | ------ | ----- |
| Art Stratton    | Buffalo Bisons      | 71 | 25  | 84     | 109   |
| Bronco Horvath  | Rochester Americans | 72 | 38  | 68     | 106   |
| Len Lunde       | Buffalo Bisons      | 72 | 50  | 46     | 96    |
| Pat Hannigan    | Buffalo Bisons      | 72 | 38  | 54     | 92    |
| Stan Smrke      | Rochester Americans | 71 | 33  | 59     | 92    |
| Gerry Ehman     | Rochester Americans | 70 | 38  | 49     | 87    |
| Ed Litzenberger | Rochester Americans | 72 | 25  | 61     | 86    |
| Wayne Hicks     | Quebec Aces         | 72 | 38  | 47     | 85    |
| Gord Labossiere | Baltimore Clippers  | 72 | 38  | 41     | 79    |
| Ed Hoekstra     | Quebec Aces         | 71 | 28  | 51     | 79    |
|                 |                     |    |     |        |       |

Classifica portieri
| Giocatore      | Squadra             | PG | MGS  |  |
| -------------- | ------------------- | -- | ---- |  |
| Gerry Cheevers | Rochester Americans | 72 | 2.68 |  |
| Gump Worsley   | Quebec Aces         | 37 | 2.69 |  |
| Ed Chadwick    | Buffalo Bisons      | 61 | 3.02 |  |
| Hank Bassen    | Pittsburgh Hornets  | 57 | 3.18 |  |
| Claude Dufour  | Hershey Bears       | 66 | 3.23 |  |
|                |                     |    |      |  |

## Playoff
|  | Primo turno | Primo turno         | Primo turno         |                     |               | Semifinali    | Semifinali  | Semifinali |  |  | Calder Cup | Calder Cup | Calder Cup |  |
|  |             |                     |                     |                     |               |               |             |            |  |  |            |            |            |  |
|  |             |                     |                     |                     |               | E1            | Quebec Aces | 1          |  |  |            |            |            |  |
|  |             |                     |                     |                     |               | E1            | Quebec Aces | 1          |  |  |            |            |            |  |
|  |             |                     | W1                  | Rochester Americans | 4             |               |             |            |  |  |            |            |            |  |
|  |             |                     |                     | Rochester Americans | 4             |               |             |            |  |  |            |            |            |  |
|  |             |                     |                     |                     |               |               |             |            |  |  |            |            |            |  |
|  |             |                     |                     |                     |               |               |             |            |  |  |            |            |            |  |
|  |             | Rochester Americans | Rochester Americans | 4                   |               |               |             |            |  |  |            |            |            |  |
|  |             |                     |                     |                     |               |               |             |            |  |  |            |            |            |  |
|  |             |                     | Hershey Bears       | Hershey Bears       | 1             |               |             |            |  |  |            |            |            |  |
|  | E2          | Hershey Bears       | Hershey Bears       | Hershey Bears       | 1             | 3             |             |            |  |  |            |            |            |  |
|  | E2          | Hershey Bears       |                     |                     |               |               |             |            |  |  |            |            |            |  |
|  | E3          | Baltimore Clippers  | 2                   |                     |               |               |             |            |  |  |            |            |            |  |
|  | E3          | Baltimore Clippers  | 2                   |                     | Hershey Bears | Hershey Bears | 3           |            |  |  |            |            |            |  |
|  |             |                     |                     |                     | Hershey Bears | Hershey Bears | 3           |            |  |  |            |            |            |  |
|  |             |                     | Buffalo Bisons      | Buffalo Bisons      | 2             |               |             |            |  |  |            |            |            |  |
|  | W2          | Buffalo Bisons      | Buffalo Bisons      | Buffalo Bisons      | 2             | 3             |             |            |  |  |            |            |            |  |
|  | W2          | Buffalo Bisons      |                     |                     |               |               |             |            |  |  |            |            |            |  |
|  | W3          | Pittsburgh Hornets  | 1                   |                     |               |               |             |            |  |  |            |            |            |  |

## Premi AHL
- Calder Cup: Rochester Americans
- F. G. "Teddy" Oke Trophy: Quebec Aces
- John D. Chick Trophy: Rochester Americans
- Dudley "Red" Garrett Memorial Award: Ray Cullen (Buffalo Bisons)
- Eddie Shore Award: Al Arbour (Rochester Americans)
- Harry "Hap" Holmes Memorial Award: Gerry Cheevers (Rochester Americans)
- John B. Sollenberger Trophy: Art Stratton (Buffalo Bisons)
- Les Cunningham Award: Art Stratton (Buffalo Bisons)

### Vincitori
| Rochester Americans | Portiere: Gerry Cheevers Difensori: Al Arbour, Don Cherry, Larry Hillman, Duane Rupp, Darryl Sly Attaccanti: Red Armstrong, Wally Boyer, Les Duff, Gerry Ehman, Dick Gamble, Hinky Harris, Bronco Horvath, Ed Litzenberger, Jim Pappin, Stan Smrke Allenatore: Joe Crozier |

### AHL All-Star Team
First All-Star Team
- Attaccanti: Len Lunde • Art Stratton • Pat Hannigan
- Difensori: Larry Hillman • Al Arbour
- Portiere: Gerry Cheevers

Second All-Star Team
- Attaccanti: Dick Gamble • Bronco Horvath • Wayne Hicks
- Difensori: John Miszuk • Jim Morrison
- Portiere: Ed Chadwick